# Póvoa Clube BTT
O Póvoa Clube BTT, conhecido por Póvoa BTT, foi um clube desportivo da cidade da Póvoa de Varzim em Portugal. O Póvoa Clube BTT foi fundado em 12 de novembro de 2008 e a sua atividade centrava-se na prática de ciclismo, principalmente na vertente de BTT. O clube foi extinto em 2011.

## Palmarés
Sem equipa de competição depois de 2010

### 2010
Designação da equipa na época 2010: Póvoa BTT / Maxibikes / School eventos

Campeonato nacional de BTT XCO:
- Campeão nacional por equipas
- Campeão nacional de elites masculinos, por David Rosa
- Campeão nacional de sub-23 masculinos, por Mário Costa
- Campeão nacional de sub-23 femininos, por Joana Barbosa
- Campeão nacional de juniores femininos, por Magda Martins
- Campeão nacional de cadetes femininos, por Joana Monteiro

Taça de Portugal de BTT XCO:
- Vencedor da taça de Portugal por equipas
- Vencedor da taça de Portugal de elites masculinos, por Tiago Ferreira
- Vencedor da taça de Portugal de sub-23 masculinos, por Mário Costa
- Vencedor da taça de Portugal de juniores masculinos, por Paulo Cepa
- Vencedor da taça de Portugal de juniores femininos, por Magda Martins
- Vencedor da taça de Portugal de cadetes femininos, por Joana Monteiro

Campeonato nacional de rampa BTT
- Campeão nacional de elites masculinos, por David Rosa

Campeonato nacional de estrada:
- Campeão nacional de cadetes femininos-prova em linha, por Joana Monteiro

### 2009
Designação da equipa na época 2009: MSS - Póvoa do Varzim - Maxibikes

Campeonato nacional de BTT XCO:
- Campeão nacional de sub-23 femininos, por Joana Barbosa
- Campeão nacional de juniores femininos, por Catarina Borges
- Campeão nacional de cadetes femininos, por Magda Martíns

Taça de Portugal de BTT XCO:
- Vencedor da taça de Portugal de cadetes femininos, por Magda Martíns

Campeonato nacional de rampa BTT
- Campeão nacional de sub-23 femininos, por Joana Barbosa
- Campeão nacional de cadetes femininos, por Magda Martíns